# Psilomma fuscicornis
Psilomma fuscicornis är en stekelart som beskrevs av Jean-Jacques Kieffer 1908. Psilomma fuscicornis ingår i släktet Psilomma, och familjen hyllhornsteklar. Arten är reproducerande i Sverige.